# Goethehaus Volpertshausen

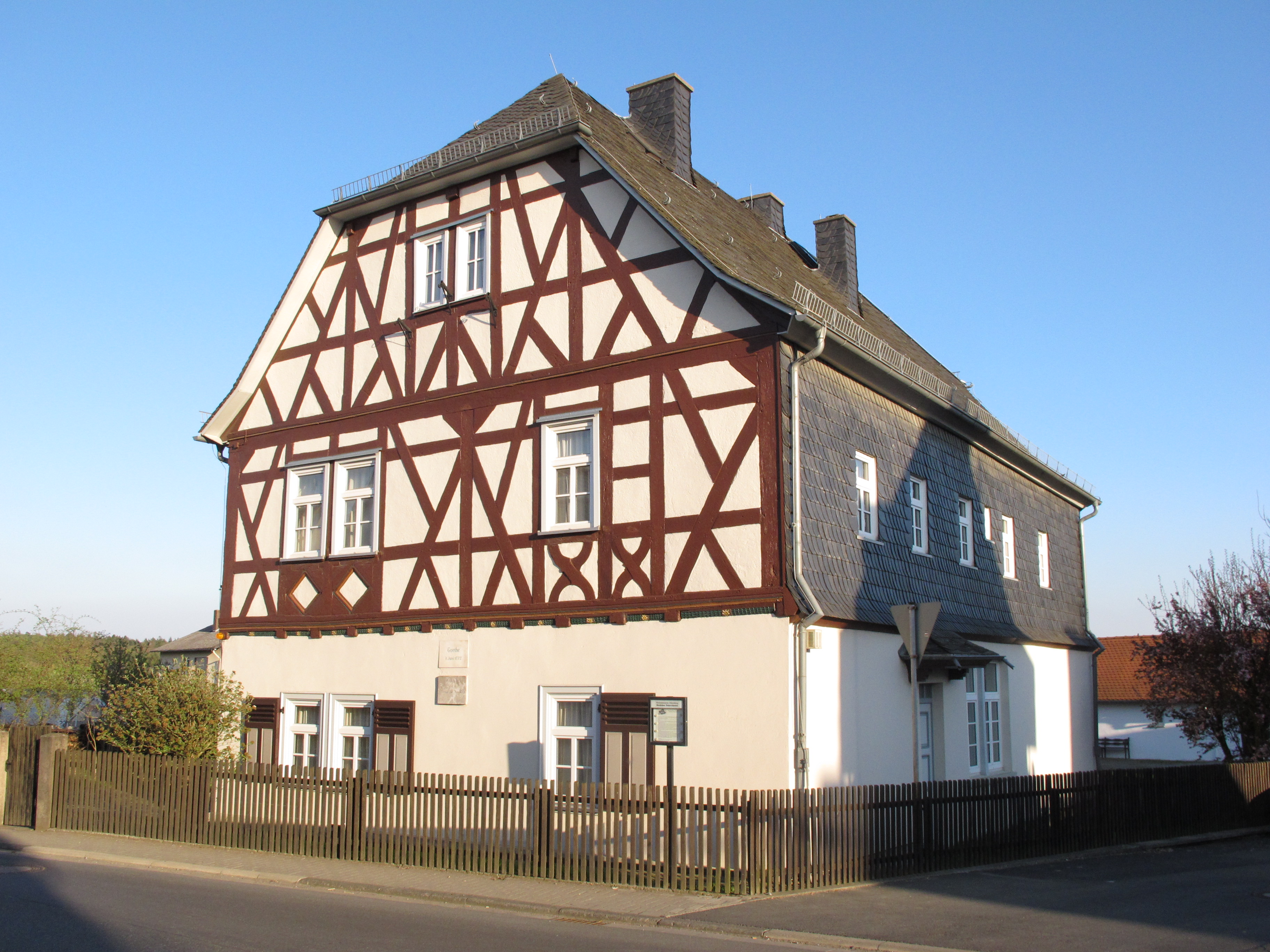
Außenansicht des Fachwerkgebäudes

Das Heimatmuseum Hüttenberg/Goethehaus Volpertshausen befindet sich in einem denkmalgeschützten Fachwerkbau im Hüttenberger Ortsteil Volpertshausen südlich der Stadt Wetzlar. Es werden hier zum einen heimatkundliche Aspekte des Hüttenberger Landes präsentiert, zum anderen erinnert eine Ausstellung an die hier im Ballsaal erfolgte Begegnung Johann Wolfgang Goethes mit Charlotte Buff am 9. Juni 1772. Sie wurde in Goethes Roman Die Leiden des jungen Werther literarisch verarbeitet. Initiatoren und Betreiber des Museums sind die Gemeinde Hüttenberg und der Heimatkundliche Verein Hüttenberg e.V.

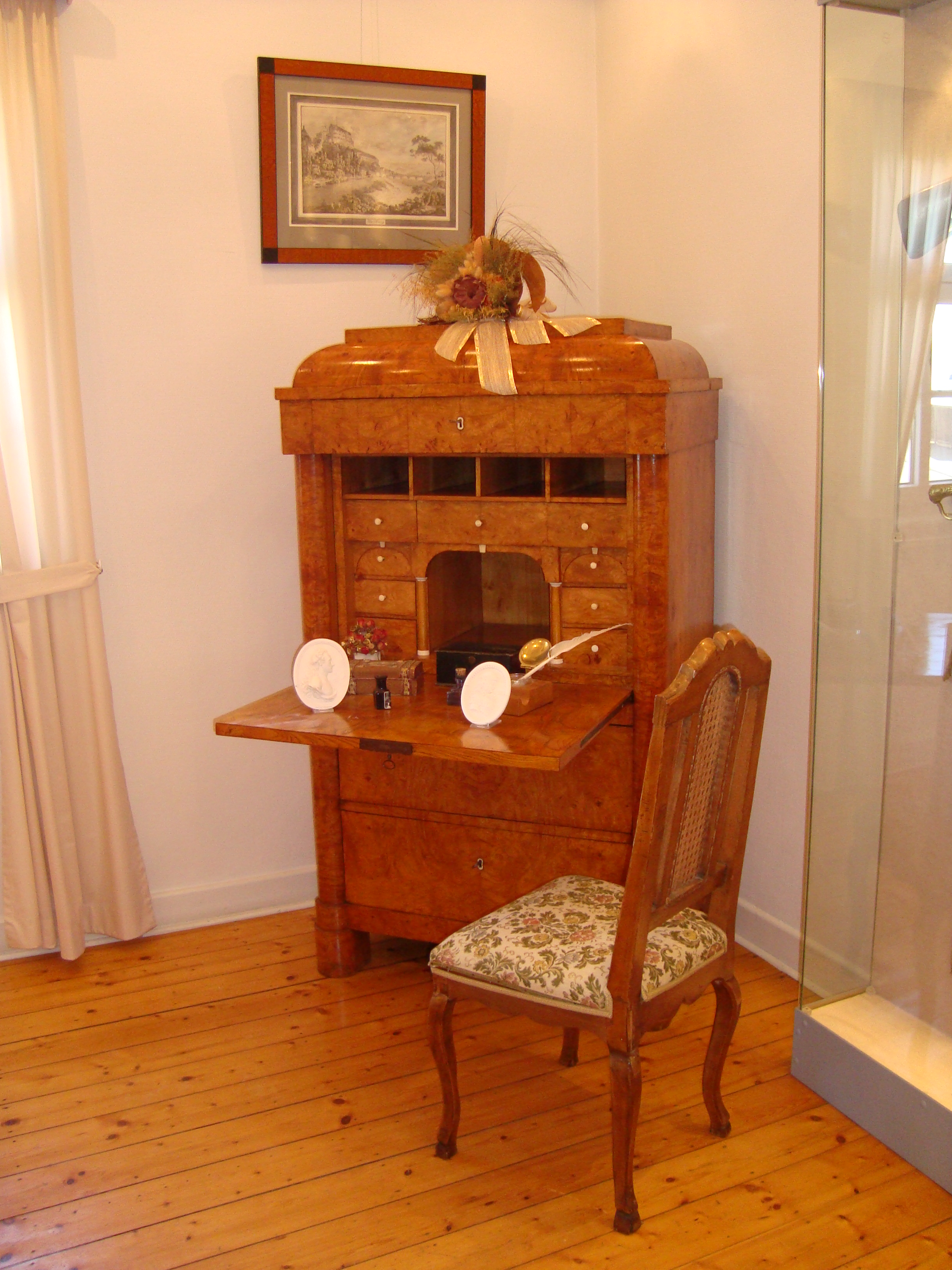
Schreibsekretär mit Erinnerungen an Goethe

## Gebäude
Das 1992 eröffnete Heimatmuseum befindet sich im ehemaligen Jagdhaus der Grafen von Nassau-Weilburg und wurde in der Zeit von 1719 bis 1721 gebaut. Das Gebäude ist seit 1838 im Besitz der Gemeinde und war bis 1965 Schule und Lehrerwohnung. Der Giebelbau mit Fachwerkobergeschoss steht heute unter Denkmalschutz.

## Heimatkundliche Sammlung
Im Erdgeschoss werden in zwei Räumen altes landwirtschaftliches Gerät und bäuerliches Gebrauchsgut sowie Werkzeuge des Stellmachers und eine Reihe von Fotos aus „der guten alten Zeit“ präsentiert. Ein Schwerpunkt sind dabei Produktionsmittel für den bekannten „Hüttenberger Handkäse“. Im ersten Stock befindet sich der vollständig eingerichtete Wohn- und Schlafraum sowie eine Küche aus der Zeit der Jahrhundertwende. Sie geben Einblick in die Wohnkultur der Region. Im Kellergeschoss wurde eine Schusterwerkstatt und eine Waschküche untergebracht. Im Dachgeschoss finden sich Geräte zur Flachsbearbeitung und zum Backen sowie das Mobiliar einer Schulklasse und Hüttenberger Trachten.

## Ballsaal

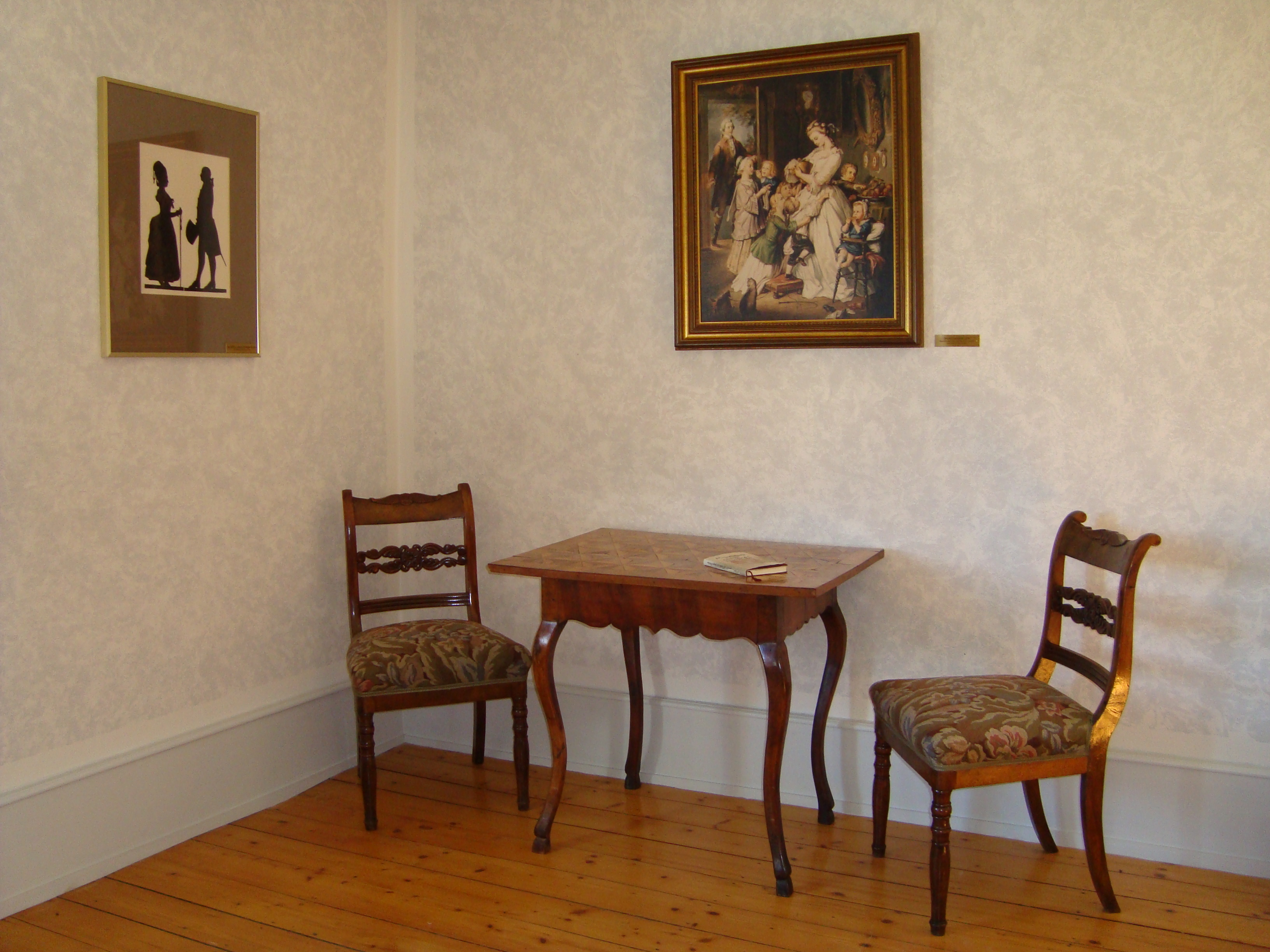
Ballsaal mit Erinnerungen an Goethes Werther

Im Kontrast zur heimatkundlichen Sammlung erinnert der im Stil der Zeit eingerichtete Ballsaal auf derselben Ebene an das denkwürdige Tanzvergnügen, das am 9. Juni 1772 an diesem Ort stattfand und in die Weltliteratur einging. J. W. Goethe, in jenen Tagen Praktikant am Wetzlarer Reichskammergericht, gehörte zu den 25 Teilnehmern, darunter auch Charlotte Buff, Johann Christian Kestners Verlobte, die aus der benachbarten Stadt aufs Land gekommen waren. Er hat wenig später in seinen „Leiden des jungen Werthers“ dieses Ereignis literarisch geschildert. Abbildungen der Ballbesucher zeigen auch die brotschneidende Lotte und den unglücklichen Jerusalem, die beide zum Stoff des berühmten Romans wurden.